# Demografia Bacăului
Pe parcursul celor 6 secole de existență, Bacăul a cunoscut atât perioade de creștere demografică dar și de regres, consecință a condițiilor economice, socio-culturale și istorice care au caracterizat fiecare etapă a evoluției sale. O importanță deosebită o are sfârșitul secolului XX-lea, care a adus noi orientări și tendințe demografice.
Conform datelor recensământului din 1930, municipiul Bacău număra în acel an 31.138 de locuitori. Dintre aceștia 19.421 s-au declarat români, 9.424 evrei, 822 maghiari, 406 germani ș.a. Din punct de vedere confesional, 19.091 s-au declarat ortodocși, 161 greco-catolici, 1.893 romano-catolici, 144 evanghelici-lutherani, 9.593 mozaici ș.a. Odinioară înfloritoarea comunitate evreiască din oraș s-a stins în urma celui de-al doilea război mondial.
La ultimul recensământ, din 18 martie 2002, Bacăul număra 175.500  de locuitori, structura etnică fiind evidențiată astfel: 173.041 români, 1.605 țigani, 191 maghiari, 118 evrei, 83 germani, 80 ceangăi, 53 italieni ș.a. Fiecare din celelalte etnii era compusă din mai puțin de 50 de pesoane. Distribuția populației stabile pe confesiuni religioase: 153.849 Ortodocși, 19.094 romano-catolici, restul confesiunilor, inclusiv ateii, nedepășind fiecare 500 de adepți.
Conform ultimului comunicat al Institutului Național de Statistică, orașul avea la data de 1 ianuarie 2009 o populație de 177 087 locuitori.

## Evoluția demografică
| Evoluția populației la recensăminte |           |
| An                                  | Populație |
| 1900                                | 16,187    |
| 1912                                | ▲ 18,846  |
| 1930                                | ▲ 31,138  |
| 1948                                | ▲ 34,461  |
| 1956                                | ▲ 54,138  |
| 1966                                | ▲ 73,414  |
| 1977                                | ▲ 127,299 |
| 1992                                | ▲ 205,029 |
| 2002                                | ▼ 175,500 |
| 2011                                | ▼ 133,460 |

Conform recensământului din 1930 populația Bacǎului era de 31.138 de locuitori, dintre care:
- 19.421 Români
- 9.424 Evrei
- 822 Maghiari
- 406 Germani s.a.

Sub aspect confesional populația Bacǎului era alcătuită din:
- 19.091 Ortodocși
- 1.893 Romano-catolici
- 161 Greco-catolici
- 144 Luterani
- 9.593 Mozaici  ș.a.

Municipiul Bacău are, potrivit recensământului din 2002, o populație de 175.500 locuitori.
Structura etnică a acesteia este următoarea:
- 173.041 Români
- 1.605 Rromi
- 191 Maghiari
- 83 Germani
- 80 Ceangăi
- 53 Italieni

Sub aspect confesional populația Bacăului este alcătuită din:
- 153.849 Ortodocși
- 19.094 Romano-catolici
- restul confesiunilor nu depășesc 500 de adepți